# Badminton ai Giochi della XXXI Olimpiade - Doppio maschile
Le gare del torneo doppio maschile di badminton ai giochi olimpici Rio de Janeiro 2016 si sono tenute dall'11 al 19 agosto presso il Riocentro.

## Formato
Le gare iniziano con un turno preliminare: le coppie sono divise in gruppi e ognuno sfida gli avversari del gruppo. Le prime due coppie di ogni girone accedono alla fase a eliminazione diretta.

## Teste di serie
1. Lee Yong-dae / Yoo Yeon-seong
2. Mohammad Ahsan / Hendra Setiawan

1. Kim Gi-jung / Kim Sa-rang
2. Fu Haifeng / Zhang Nan

## Fase a gruppi

### Gruppo A
| Squadra                         | Pt | G | V | P | SV | SP |
| ------------------------------- | -- | - | - | - | -- | -- |
| Vladimir Ivanov / Ivan Sozonov  | 3  | 3 | 3 | 0 | 6  | 1  |
| Yoo Yeon-seong / Lee Yong-dae   | 2  | 3 | 2 | 1 | 5  | 3  |
| Tsai Chia-Hsin / Lee Sheng-mu   | 1  | 3 | 1 | 2 | 3  | 4  |
| Matthew Chau / Sawan Serasinghe | 0  | 3 | 0 | 3 | 0  | 6  |

#### Risultati
| Squadra 1          | Punteggio            | Squadra 2          |
| 11 agosto, 13:25   | 11 agosto, 13:25     | 11 agosto, 13:25   |
| ------------------ | -------------------- | ------------------ |
| Yoo Y-s / Lee Y-d  | 21 - 14 21 - 16      | Chau / Serasinghe  |
| 11 agosto, 15:45   |                      |                    |
| Ivanov / Sozonov   | 21 - 11 22 - 20      | Tsai C-H / Lee S-m |
| 12 agosto, 14:35   |                      |                    |
| Yoo Y-s / Lee Y-d  | 18 - 21 - 13 21 - 18 | Tsai C-H / Lee S-m |
| 12 agosto, 22:25   |                      |                    |
| Ivanov / Sozonov   | 21 - 16 21 - 16      | Chau / Serasinghe  |
| 13 agosto, 13:00   |                      |                    |
| Tsai C-H / Lee S-m | 21 - 14 21 - 19      | Chau / Serasinghe  |
| 13 agosto, 15:45   |                      |                    |
| Yoo Y-s / Lee Y-d  | 17 - 21 - 19 16 - 21 | Ivanov / Sozonov   |

### Gruppo B
| Squadra                            | Pt | G | V | P | SV | SP |
| ---------------------------------- | -- | - | - | - | -- | -- |
| Goh V Shem / Tan Wee Kiong         | 3  | 3 | 3 | 0 | 6  | 1  |
| Zhang Nan / Fu Haifeng             | 2  | 3 | 2 | 1 | 5  | 2  |
| Michael Fuchs / Johannes Schöttler | 1  | 3 | 1 | 2 | 2  | 4  |
| Phillip Chew / Sattawat Pongnairat | 0  | 3 | 0 | 3 | 0  | 6  |

#### Risultati
| Squadra 1         | Punteggio               | Team 2            |
| 11 agosto, 20:55  | 11 agosto, 20:55        | 11 agosto, 20:55  |
| ----------------- | ----------------------- | ----------------- |
| Zhang N / Fu H    | 21 – 6 21 – 7           | Chew / Pongnairat |
| 11 agosto, 20:55  |                         |                   |
| Goh / Tan         | 21 – 14 21 – 17         | Fuchs / Schöttler |
| 12 agosto, 21:40  |                         |                   |
| Zhang N / Fu H    | 21 – 11 21 – 16         | Fuchs / Schöttler |
| 12 agosto, 13:45  |                         |                   |
| Goh / Tan         | 21 – 12 21 – 10         | Chew / Pongnairat |
| 13 agosto, 15:10  |                         |                   |
| Zhang N / Fu H    | 21 – 16 15 – 21 18 – 21 | Goh / Tan         |
| 13 agosto, 14:00  |                         |                   |
| Fuchs / Schöttler | 21 – 14 21 – 14         | Chew / Pongnairat |

### Gruppo C
| Squadra                         | Pt | G | V | P | SV | SP |
| ------------------------------- | -- | - | - | - | -- | -- |
| Kim Gi-jung / Kim Sa-rang       | 2  | 3 | 2 | 1 | 5  | 2  |
| Marcus Ellis / Chris Langridge  | 2  | 3 | 2 | 1 | 5  | 3  |
| Mathias Boe / Carsten Mogensen  | 2  | 3 | 2 | 1 | 4  | 3  |
| Adam Cwalina / Przemysław Wacha | 0  | 3 | 0 | 3 | 0  | 6  |

#### Risultati
| Squadra 1         | Punteggio               | Team 2            |
| 11 agosto, 13:00  | 11 agosto, 13:00        | 11 agosto, 13:00  |
| ----------------- | ----------------------- | ----------------- |
| Kim G-j / Kim S-r | 21 – 14 21 – 15         | Cwalina / Wacha   |
| 11 agosto, 22:25  |                         |                   |
| Boe / Mogensen    | 21 – 9 9 – 21 – 16      | Ellis / Langridge |
| 12 agosto, 16:20  |                         |                   |
| Kim G-j / Kim S-r | 21 – 17 23 – 25 18 – 21 | Ellis / Langridge |
| 12 agosto, 22:25  |                         |                   |
| Boe / Mogensen    | 21 – 17 21 – 17         | Cwalina / Wacha   |
| 13 agosto, 20:30  |                         |                   |
| Kim G-j / Kim S-r | 21 – 15 21 – 18         | Boe / Mogensen    |
| 13 agosto, 20:30  |                         |                   |
| Ellis / Langridge | 21 – 18 21 – 16         | Cwalina / Wacha   |

### Gruppo D
| Squadra                          | Pt | G | V | P | SV | SP |
| -------------------------------- | -- | - | - | - | -- | -- |
| Hiroyuki Endo / Kenichi Hayakawa | 2  | 3 | 2 | 1 | 4  | 4  |
| Chai Biao / Hong Wei             | 2  | 3 | 2 | 1 | 5  | 2  |
| Hendra Setiawan / Mohammad Ahsan | 1  | 3 | 1 | 2 | 3  | 4  |
| Manu Attri / B. Sumeeth Reddy    | 1  | 3 | 1 | 2 | 2  | 4  |

#### Risultati
| Squadra 1        | Punteggio            | Team 2           |
| 11 agosto, 14:00 | 11 agosto, 14:00     | 11 agosto, 14:00 |
| ---------------- | -------------------- | ---------------- |
| Setiawan / Ahsan | 21 – 18 21 – 13      | Attri / Reddy    |
| 11 agosto, 15:45 |                      |                  |
| Chai B / Hong W  | 18 – 21 – 14 21 – 23 | Endo / Hayakawa  |
| 12 agosto, 15:10 |                      |                  |
| Setiawan / Ahsan | 17 – 21 – 16 14 – 21 | Endo / Hayakawa  |
| 12 agosto, 16:20 |                      |                  |
| Chai B / Hong W  | 21 – 13 21 – 15      | Attri / Reddy    |
| 13 agosto, 14:00 |                      |                  |
| Setiawan / Ahsan | 15 – 21 17 – 21      | Chai B / Hong W  |
| 14 agosto, 00:55 |                      |                  |
| Endo / Hayakawa  | 21 – 23 11 – 21      | Attri / Reddy    |

## Fase a eliminazione diretta
|  | Quarti di finale | Quarti di finale               | Quarti di finale             | Quarti di finale     | Quarti di finale |                              |                          | Semifinali           | Semifinali                | Semifinali                | Semifinali                | Semifinali                |                           |                           | Finale Medaglia d'Oro     | Finale Medaglia d'Oro        | Finale Medaglia d'Oro | Finale Medaglia d'Oro | Finale Medaglia d'Oro |
|  |                  |                                |                              |                      |                  |                              |                          |                      |                           |                           |                           |                           |                           |                           |                           |                              |                       |                       |                       |
|  | A1               | Vladimir Ivanov Ivan Sozonov   | 13                           | 21                   | 16               |                              |                          |                      |                           |                           |                           |                           |                           |                           |                           |                              |                       |                       |                       |
|  | D2               | Chai Biao Hong Wei             | 21                           | 16                   | 21               |                              |                          |                      |                           |                           |                           |                           |                           |                           |                           |                              |                       |                       |                       |
|  | D2               | Chai Biao Hong Wei             | 21                           | 16                   | 21               |                              | D2                       | Chai Biao Hong Wei   | 18                        | 21                        | 17                        |                           |                           |                           |                           |                              |                       |                       |                       |
|  |                  |                                |                              |                      |                  |                              | D2                       | Chai Biao Hong Wei   | 18                        | 21                        | 17                        |                           |                           |                           |                           |                              |                       |                       |                       |
|  |                  | B1                             | Goh V Shem Tan Wee Kiong     | 21                   | 12               | 21                           |                          |                      |                           |                           |                           |                           |                           |                           |                           |                              |                       |                       |                       |
|  | B1               | B1                             | Goh V Shem Tan Wee Kiong     | 21                   | 12               | 21                           | Goh V Shem Tan Wee Kiong | 17                   | 21                        | 21                        |                           |                           |                           |                           |                           |                              |                       |                       |                       |
|  | B1               |                                |                              |                      |                  |                              | Goh V Shem Tan Wee Kiong | 17                   | 21                        | 21                        |                           |                           |                           |                           |                           |                              |                       |                       |                       |
|  | A2               | Lee Yong-dae Yoo Yeon-seong    | 21                           | 18                   | 19               |                              |                          |                      |                           |                           |                           |                           |                           |                           |                           |                              |                       |                       |                       |
|  |                  |                                |                              |                      |                  |                              |                          |                      |                           |                           |                           |                           |                           |                           | B1                        | Goh V Shem Tan Wee Kiong     | 21                    | 11                    | 21                    |
|  |                  |                                | B2                           | Fu Haifeng Zhang Nan | 16               | 21                           | 23                       |                      |                           |                           |                           |                           |                           |                           |                           |                              |                       |                       |                       |
|  | B2               | Fu Haifeng Zhang Nan           | 11                           | 21                   | 24               |                              |                          |                      |                           |                           |                           |                           |                           |                           |                           |                              |                       |                       |                       |
|  | C1               | Kim Gi-jung Kim Sa-rang        | 21                           | 18                   | 22               |                              |                          |                      |                           |                           |                           |                           |                           |                           |                           |                              |                       |                       |                       |
|  | C1               | Kim Gi-jung Kim Sa-rang        | 21                           | 18                   | 22               |                              | B2                       | Fu Haifeng Zhang Nan | 21                        | 21                        |                           |                           |                           |                           |                           |                              |                       |                       |                       |
|  |                  |                                |                              |                      |                  |                              | B2                       | Fu Haifeng Zhang Nan | 21                        | 21                        |                           |                           |                           |                           |                           |                              |                       |                       |                       |
|  |                  | C2                             | Marcus Ellis Chris Langridge | 14                   | 18               |                              |                          |                      | Finale Medaglia di Bronzo | Finale Medaglia di Bronzo | Finale Medaglia di Bronzo | Finale Medaglia di Bronzo | Finale Medaglia di Bronzo | Finale Medaglia di Bronzo | Finale Medaglia di Bronzo |                              |                       |                       |                       |
|  | C2               | C2                             | Marcus Ellis Chris Langridge | 14                   | 18               | Marcus Ellis Chris Langridge | 21                       | 21                   | Finale Medaglia di Bronzo | Finale Medaglia di Bronzo | Finale Medaglia di Bronzo | Finale Medaglia di Bronzo | Finale Medaglia di Bronzo | Finale Medaglia di Bronzo | Finale Medaglia di Bronzo |                              |                       |                       |                       |
|  | C2               |                                |                              |                      |                  | Marcus Ellis Chris Langridge | 21                       | 21                   |                           |                           |                           |                           |                           |                           |                           |                              |                       |                       |                       |
|  | D1               | Hiroyuki Endo Kenichi Hayakawa | 19                           | 17                   |                  |                              |                          |                      |                           |                           |                           |                           |                           |                           | D2                        | Chai Biao Hong Wei           | 18                    | 21                    | 10                    |
|  |                  |                                |                              |                      |                  |                              |                          |                      |                           |                           |                           |                           |                           |                           | C2                        | Marcus Ellis Chris Langridge | 21                    | 19                    | 21                    |

## Medagliere
| Evento          | Oro  | Argento  | Bronzo        |
| Doppio maschile | Cina | Malaysia | Gran Bretagna |